# オオヒメグモ
オオヒメグモ（大姫蜘蛛、Parasteatoda tepidariorum (L. Koch, 1841)）は、ヒメグモ科のクモで、人家で極めて普通に見られるクモである。不規則網を張り、地表や壁を歩く昆虫などを捕獲する。

## 概説
オオヒメグモは灰色っぽい丸い腹のクモで、主として人家に生息する。ヒメグモ科では大型種であり、世界に広く分布し、また個体数が多く、日本全国で極めて普通に見られる。野外でも見られる場合はあるが、ただし野外にはごく類似した種があり、区別は難しい。
その網は立体的に糸を貼り合わせたもので、不規則網と言われる。獲物を捕獲する部分はそれらの糸の最下部にあり、地上を歩くものを獲物としている。卵嚢は網につるし、子グモは親の網の中でまどいを作る。年間を通じてさまざまな段階のものが見られるが、産卵は夏を中心に行われる。これはこの種の耐寒性の発達と結びついている。
その網は見苦しくて掃除の対象となる方の典型である。他方、個体数が多く、家庭での衛生害虫の天敵としては重要である。また、発生生物学ではモデル生物になっている。

## 特徴
体長は雌で5.1-8mm、雄では2.2-4.1mm、大きさで性的二形がはっきりしている。同属ではこの種が最も大きい。全体に褐色を帯びる。雌の背甲は濃褐色で、歩脚は淡緑黄色で灰褐色の輪状の斑紋が出る。腹部は丸く、始め糸疣が後にわずかに尖るが、成熟するとほぼ球形になる。腹部背面は地色が黄褐色で、そこに複雑な黒斑が出る。その色には黒から褐色、暗緑色などの差がある。雄は全体に小さく、雌の色や形も圧縮したような印象。

### 名称について
和名はヒメグモ科では大型であることにちなむ。英語圏では Common house spider、あるいは grey house spider という。

## 分布
日本では北海道、本州、四国、九州、南西諸島に広く分布する。世界的には熱帯地域を中心に、世界に広く分布している。近縁種の分布等から、本来の分布域は南アメリカではないかとも言われる。新大陸では中央アメリカからメキシコに豊富で、北はカナダ南部まで分布する。それ以外の地域には植物などと共に人為的に運ばれたものとするものである。

## 生育環境
多くの地域で人家や人工建造物に関わる場所に生息する。高層ビルの高層にも出現するし、新築家屋には真っ先に侵入する。生育場所として、新海(2006)は「建物の内外に多く、部屋の隅、ベランダの隅や下側、外階段の下、塀、石灯籠、生け垣など（中略）野外では、立て看板、側溝、公園のトイレ、山地の崖地（以下略）」を挙げている。ただし下記のように古い記録は他種を混同している可能性がある。
個体数はとにかく多い。図鑑等でも「各地で見られるもっとも普通のクモ」「日本でもっとも普通に見られるクモ」といった記述が見られる。北アメリカにおいても、北アメリカ南部の家屋性のクモでは最も個体数が多いだろうと言い、アラバマではイエユウレイグモの方が多いという研究者も、本種の個体数が多いことは認めるという。Montgomery は「one of our most familiar spiders」と記している。
アメリカにおいてもその生育環境は人工的なものにほぼ限られ、人家の軒下、壁際、窓枠や、あるいは納屋、物置小屋、馬小屋などにも多産する。そのほかに特徴的な生息環境として高架道路の橋の下面、暗渠がある。また野外でも洞穴の入り口付近、乾燥した岩棚のような所には見られるものの、それ以外ではほとんど見られないという。
コロンビアでは標高1000mの樹木と藪のある乾燥した熱帯気候の地域に豊富に見られる。

## 生態
このクモは造網性のクモで、網で獲物を捕らえる。卵嚢も網につるす。

### 網の構造
このクモの網は一見では「乱雑に引き回されただけの網」に見える。これを不規則網と言い、ヒメグモ科の網では代表的なものとされる。また籠網と言われることもある。英語では tangle web、あるいは単に cobweb とも言われる。後者は要するにクモの巣という意味であるが、Edwards は室内の場合、作られるクモの網の大部分はこの種のものと記してある。
ただし、この網は完全に不規則に張られているわけではない。このクモが網を張るのは、角度をなしている二つの面の間、例えばひさしと壁の間などに張られる。このクモは一晩で網を完成できるが、時に二晩目に新たに糸を追加して完成させる。
網の構造としては、大まかには立体的に糸が張り合わされ、特に上の方の中央ではより密な籠のようになっている。クモは普通、このような網の中心近くにいるが、休息時には上の端近くに寄り、そうするとその斑紋はよいカモフラージュになる。それに対して網の下の方では糸が次第に疎になって、最後はまばらな糸が基盤に伸びて固定している。そして、昆虫などの獲物を捕らえる為の粘液は、上の方にはなく、下の端、糸が基盤に付着している部分のすぐ上だけにあって、糸の端から上の5mm程度の範囲に、数珠のように粘液球がついている。また、下に伸びて固定されている糸の内で、外側に張られたものには粘液球が無く、これは網を固定する為のものらしい。このクモの網にかかるのは、従って基盤の上を歩く虫である。
虫がこの粘球に触れるとくっついてしまい、しかも糸は粘球のある部分の下で切れやすくなっている。そのため虫は糸を身体に粘り着かせて、そのまま上に引っ張られることになる。虫は逃げられなくなり、暴れると他の糸にもくっつくこともある。クモは振動で獲物を感知すると、降りてきて糸を繰り出して投げかける。それをクモが引っ張り、あるいはさらに糸を掛けることを繰り返すことで、獲物は吊り上げられてしまう。
このクモの獲物となるのは、従って地面を這い、あるいは壁面にとまる昆虫などの小動物が主である。日本ではゲジ、ハサミムシ、アリ、ツマグロヨコバイ、ワラジムシ等が挙がっている。また、徘徊性のクモが捕まっている状況もよく見られる。

### 生活史
このクモは、ほぼ周年に渡って様々な生育段階のものが見られる。ただし、産卵は夏を中心に行われる。長崎での調査では産卵は5月に始まり、7月までが盛んであったがその後も少ないながら続き、最も遅いものは11月に見られた。卵嚢一つには平均すると350個ほどの卵が含まれる。雌成体は繰り返して産卵し、最大で6回の産卵をした個体があったという。ただしこれについては地域差が大きく、以下の耐寒性に関する項を参照されたい。ちなみに一つの網に複数の卵嚢が下がっている場合、雌親は最も新しく作られた卵嚢の側に定位するという。
卵嚢は不規則な球形に近い形で褐色。幼生約2週間でふ化、卵嚢を出た後、その近くに集まってまどいを作り、それから分散して行く。独立した幼生は親より簡単なあやとり状の網を作る。雄は成体になると網を張るのをやめ、雌の網を訪れる。

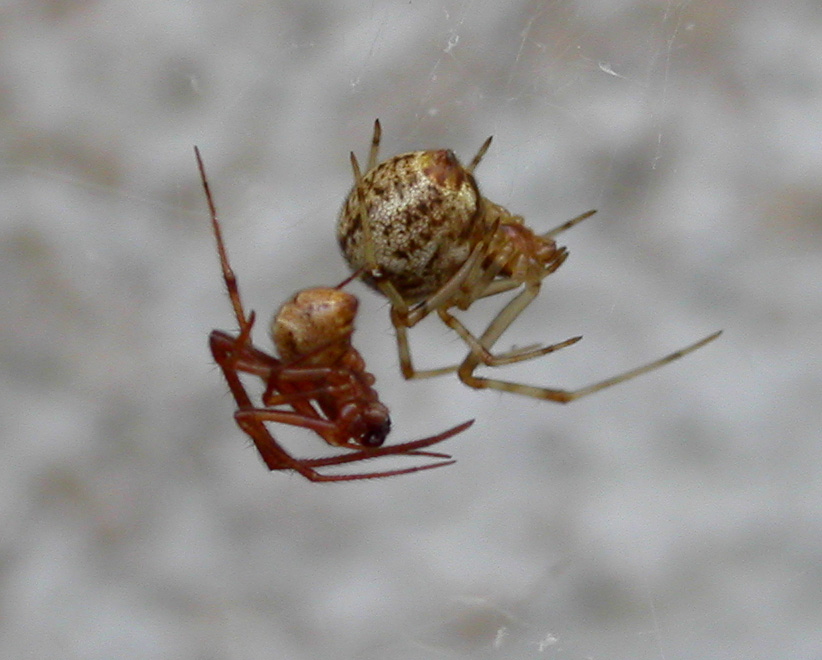
雌成体の元を訪れた雄成体
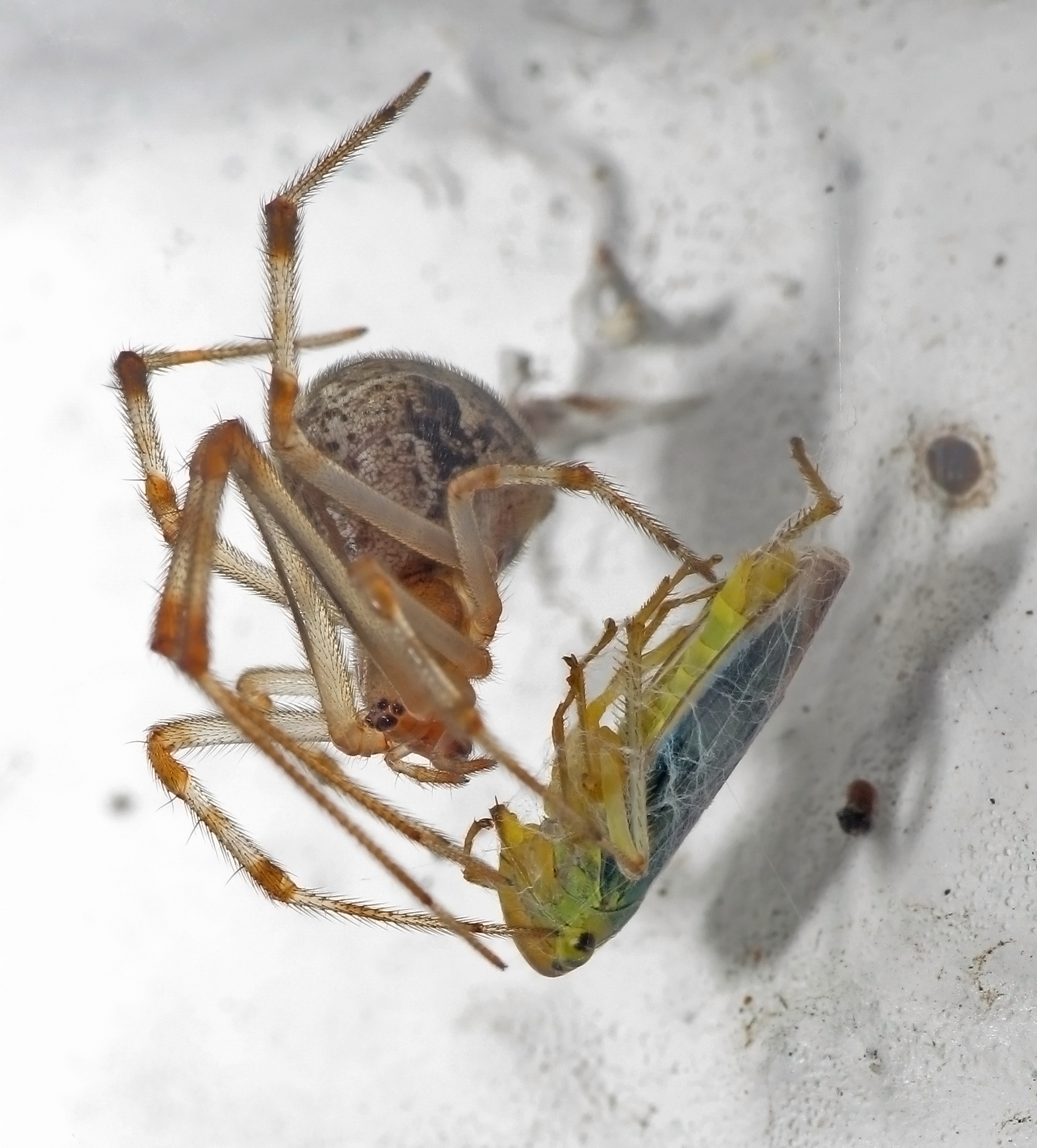
ウンカを捕食中
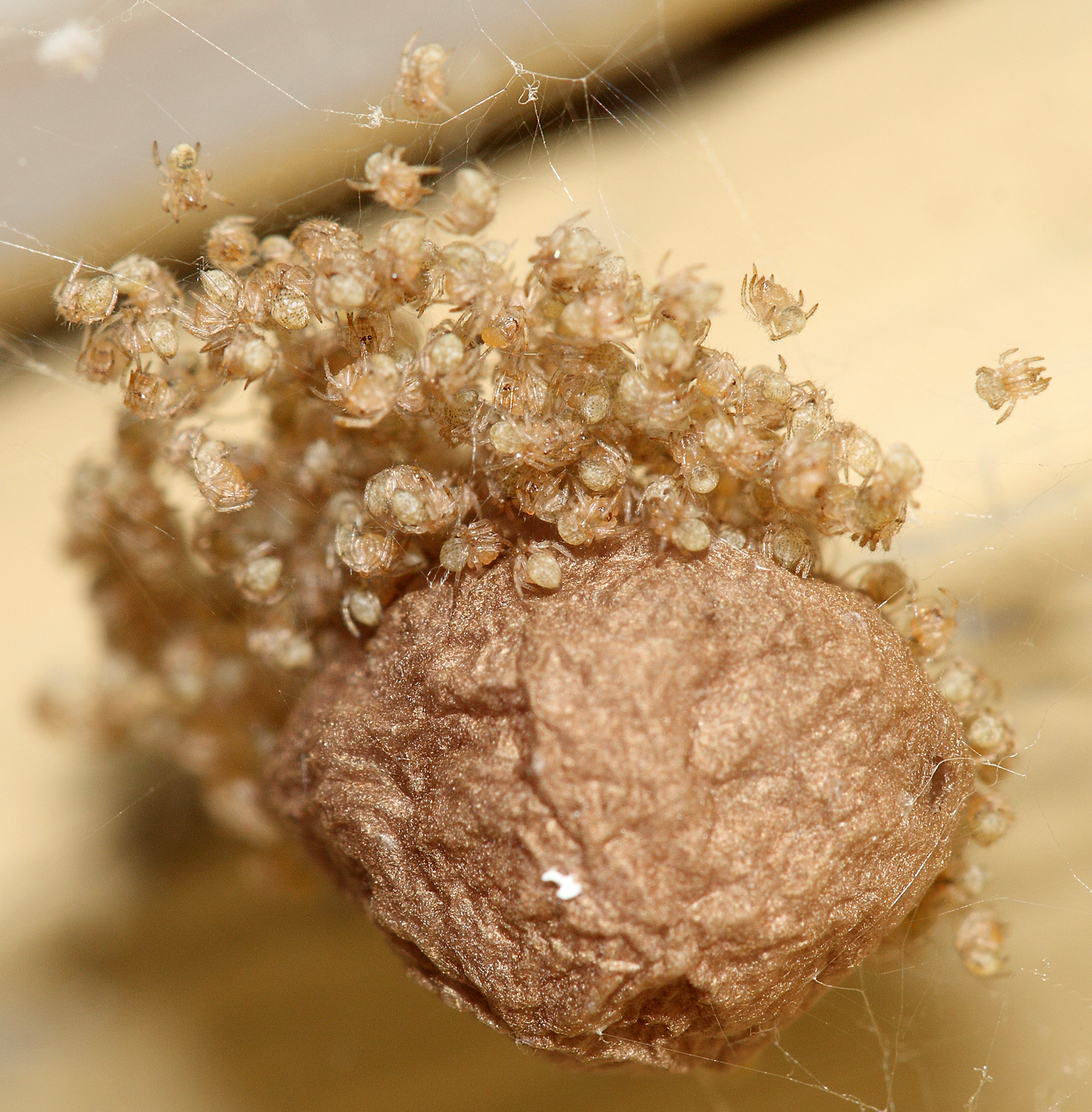
卵嚢から出たばかりの幼生

### 耐寒性について
本種の耐寒性に関しては多くの研究があり、生活史との関連も論じられている。一般にクモ類では耐寒性を高める為に、体液の成分を調節するなどの方法で体組織の過冷却点（組織が凍り始める温度）を下げ、低温でも凍らないようにする方法がとられる。本種の場合、季節によってこの温度が変わる。札幌の個体群での研究によると、夏には-7℃であるものが、冬には-20℃まで下がる。札幌の戸外は最低温度が-15℃程度であり、このことが冬季を乗りきる上で大きな意味を持つ。
消化管の内容物が、低温下において、体内で氷の結晶を作らせる原因となる可能性が示唆されており、オオヒメグモの場合、秋から冬に摂食活動が低下することが知られている。これは低温によって起きるものではなく、恒温条件下でも日長を調節して明期を15時間以下とした短日条件で引き起こせる。15時間の日長は弘前付近では8月下旬に当たり、これは越冬への準備がこのころから始まっていることを意味する。
低温による悪影響そのものとしての低温障害への耐性も季節によって変化する。48時間で実験個体数の50%が死亡する温度を調べると、越冬幼生では-13.7℃であるが、夏季の幼生のそれは-2.1℃である。
本種において、北海道や東北など、日本の北部個体群では短日条件で休眠が引き起こされ、これは卵以外の全ての発育段階で見られる。幼生がどの段階で休眠に入るかは状況によって変化する。日長の短さ・低温・餌不足・これらの条件が強いほど若い段階で休眠する。このクモは7月上旬から10月上旬まで散発的に産卵するので、当然ながら越冬時の大きさにはばらつきがある。それら様々な段階で越冬に入れる、というのがこの性質のもたらす利点である。他方、成虫の出現や産卵開始の時期は揃っており、これには何らかの仕組みが別にあることが推測されている。ただ、弘前では9月下旬以降の卵は低温の為に孵化できないらしく、また卵には低温耐性がない。産卵開始を揃えることにはこれに関連した意味があるらしい。
なお、沖縄の個体群では夏季と冬季で比較すると冷温致死温度は低下するものの過冷却点は低下しない。沖縄の個体群も冬季には休眠に入り、特に繁殖活動は抑えられる。沖縄の冬の平均気温に近い15℃では、幼生の成長、親の産卵は可能であるが、孵化は出来ない。この種は元来が熱帯系のものと考えられ、沖縄のような亜熱帯域に進出した際に低温耐性と休眠が結びつき、さらに温帯域に進出する際に過冷却点低下を獲得したと考えられる。

## 他種との関係
クロマルイソウロウグモは本種の網に侵入して生活する。往々に子グモのまどいに紛れ込み、子グモを捕食する。卵嚢のそばに待機し、出てきた子グモを喰うとも、網の主自体を襲うとも言われる。
また、マダラコブクモヒメバチが寄生するのも見られる。外部寄生で、亜成体や成体の腹部に張り付いている。

## 分類
古くからよく知られた種ではあるが、分類体系の変遷も大きい。記載時は Theridion 属であり、古い図鑑ではこの名も使われている。その後長らくツリガネヒメグモ属 Achaearanea に含めたこともある。日本ではこのような変更に応じ、属の和名まで変更する話もあった。
この種は複数の近縁種と混同されてきた。日本において本種によく似た種として、以下のようなものがあげられている。
- P. culicivora カグヤヒメグモ
- P. sutimulans ハモンヒメグモ
- P. ryukyu リュウキュウヒメグモ
- P. hatsushibai アニジマヒメグモ

このうち、アニジマヒメグモは小笠原からしか記録がないが、他の三種は日本国内の分布域も広く、オオヒメグモのそれと重複している。正確な同定にはかなり細部を見る必要がある。ただ、その中で本種は一番大きく、またこの属では唯一の屋内性の種であるから、屋内とその周辺で見つければ、この種と考えて差し支えない。逆に本種は森林では見られないとのこと。
同属のヒメグモも普通種だが、こちらは黄色っぽい腹部がよく目立ち、混同することはない。ただしこれにも類似種がある。

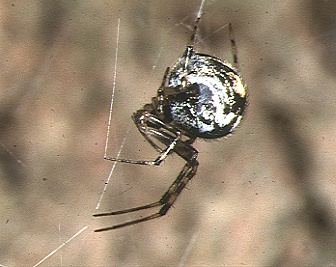
リュウキュウヒメグモ
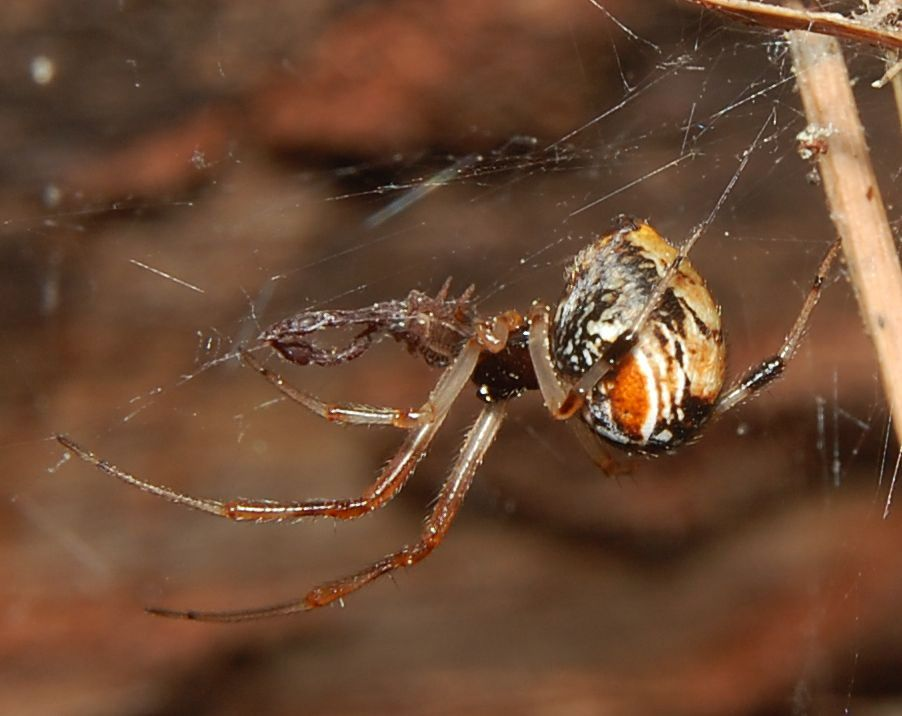
Achaearanea lunata・ヨーロッパ産
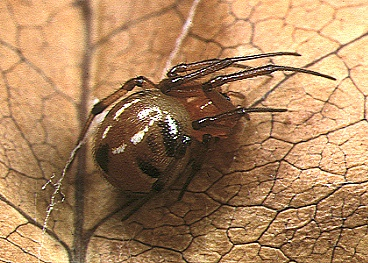
ヒメグモ

## 人間との関係
家の中であちこちの隅に薄汚く網を張っているクモとしては本種とイエユウレイグモが最も普遍的に出現する。すす払いなどの清掃の対象となる「クモの巣」の代表的なものがこの2種である。
他方、人家周辺でごく数の多いクモであり、衛生害虫などの天敵として重要なものと考えられる。アメリカではゴキブリとサソリをよく捕らえるとの話もある。
かつてのクモの糸の最も実用的な利用法として、望遠鏡や測量機器のレンズにこれを用いて十文字等の照準線を入れる、というのがあった。そのためのクモとして、本種がよく用いられたという。孵化前の卵嚢を用い、冷凍して内部の卵を殺した後に糸をほぐして用いたという。

### モデル生物として
オオヒメグモは発生生物学のモデル生物となっている。クモの所属する鋏角類は節足動物を最も大きく分けた分類群の一つであり、かつ節足動物の系統で最も基底から分枝したものとされている。従ってその発生の研究は節足動物全体を、またそれ以外の動物をも考える上で重要である。この分野において、特に胚形成の観点において、本種は現時点で最も広く用いられている鋏角類の動物である。その理由として、古典的なクモ類の発生に関する研究に基づくプラットフォームや、このクモの飼育しやすさ、生活環の短さ、通年に渡って胚が得られること、それに遺伝子リソースや機能的なツールの整備が進んでいることが挙げられる。
2017年にはゲノム配列が解読され公開された。ゲノムサイズは約14.4億塩基で、タンパク質をコードする遺伝子は27990個が予測された。